# Imrahil
En el universo imaginario de J. R. R. Tolkien y en la novela El Señor de los Anillos, Imrahil era el vigésimo segundo príncipe de Dol Amroth y uno de los capitanes de Gondor durante la Guerra del Anillo. Tenía dos hermanas mayores, Ivriniel y Finduilas. Se dice que fue a Dol Amroth donde los elfos de Lothlórien huyeron tras el despertar del Balrog de Moria, por eso el príncipe tenía sangre élfica corriendo por sus venas.

## Historia

El cisne y el barco de plata, bandera de Dol Amroth que las fuerzas comandadas por Imrahil portaron en la Guerra del Anillo.

Durante la Guerra del Anillo en el 3019 T. E. el príncipe Imrahil dirigió a los caballeros del Cisne de Plata y a 700 hombres de armas de Dol Amroth a Minas Tirith para ayudar en la defensa de la ciudad contra el embate de las fuerzas de Sauron.
Imrahil fue quien comandó al grupo de caballeros que fue en auxilio de Faramir, hijo de Denethor, y parte del ejército de Gondor luego del fallido intento por defender Osgiliath cuando se retiraban de esta ciudadela luego de haber sido barridos por las fuerzas de Mordor en los Campos del Pelennor el 13 de marzo de 3019 T. E. Gandalf cabalgó con ellos y logró hacer huir al Nazgûl. A pesar de haber rescatado a Faramir de los Haradrim, este ya había sido gravemente herido por una flecha envenenada. La aparente muerte de su último hijo, junto con otros factores, causó la locura de Denethor, por lo que Gandalf e Imrahil tomaron el control de la defensa de la ciudad.
Mientras mostraba sus respetos ante la marcha fúnebre del rey Théoden, fue él quien se dio cuenta de que Éowyn, que se encontraba al lado del rey, estaba aún viva. Al percatarse de esto mandó rápidamente a un hombre a la ciudad a preparar la ayuda.
Cuando Éomer y los jinetes de Rohan se encontraban en apuros, luego de que la carga impetuosa ante la muerte de Théoden los llevará a ser rodeados por el enemigo, Imrahil y sus caballeros fueron a su rescate. Pocos minutos después Aragorn llegaría en los barcos negros de los Corsarios junto con Legolas, Gimli, y el ejército del sur de Gondor cambiando el rumbo de la batalla a favor de los países del oeste.
Imrahil reconoció a Aragorn como legítimo rey de Gondor y heredero de Isildur, pero estuvo de acuerdo en que era sabio que esperase antes de entrar a la ciudad, puesto que conocía a su cuñado Denethor como un hombre terco y orgulloso. Apenas supo que este había muerto y que Faramir se encontraba al borde de seguir ese camino sugirió que Aragorn apareciera, puesto que sabía que las manos del rey eran manos que sanaban, y sería muy valiosas en las Casas de Curación.
Aragorn fue a la ciudad para curar a Faramir, Éowyn y Merry; pero solicitó que Imrahil regiera Minas Tirith hasta que Faramir despertara, asumiendo el rol de Senescal de Gondor.
Cuando Gandalf sugirió enviar un ejército a la Puerta Negra de Mordor, para atraer la atención de Sauron lejos de Frodo, Imrahil aceptó seguir a su señor Aragorn, pero como se encontraba en comando de la ciudad advirtió que parte del ejército debería quedarse para su defensa. Se concluyó que 7000 hombres marcharían hacia Mordor.
Luego de atravesar Minas Morgul y llegar a las puertas de Mordor el 25 de marzo se inició la Batalla del Morannon, donde luchó valientemente en la primera línea de sus hombres hasta que el Anillo fue destruido.
Estuvo presente en las celebraciones y en la coronación del rey Elessar, además de cabalgar en la marcha fúnebre por el rey Théoden. Se quedó en Edoras un tiempo luego del entierro del Señor de la Marca el 10 de agosto. Se hizo buen amigo de Éomer, y en 3021 T.E Éomer se casaría con Lothíriel, hija de Imrahil.
Luego de la Guerra del Anillo, Faramir que se mantenía Senescal de Gondor, e Imrahil se convirtieron en sus consejeros más importantes y comandantes de su ejército. Imrahil formaba, además, parte del Gran Consejo de Gondor.
Murió en 34 C.E y fue sucedido por su primogénito Elphir, quien continuó la línea de los príncipes.

## Descendencia
|                    |                    |                    |                    |                    |                    |  |  |                                                         |                                                         |                                                         |                                                         | Imrahil XXII príncipe de Dol Amroth 2955 T.E. - 33 C.E. |                                                         |  |  |                     |                     |                     |                     |                     |                     |  |  |                     |                     |                     |                     |                                 |                                 |                                 |                                 |                                              |                                              |                                              |                                              |                                              |                                              |  |  |  |  |  |  |  |  |  |  |
|                    |                    |                    |                    |                    |                    |  |  |                                                         |                                                         |                                                         |                                                         |                                                         |                                                         |  |  |                     |                     |                     |                     |                     |                     |  |  |                     |                     |                     |                     |                                 |                                 |                                 |                                 |                                              |                                              |                                              |                                              |                                              |                                              |  |  |  |  |  |  |  |  |  |  |
|                    |                    |                    |                    |                    |                    |  |  |                                                         |                                                         |                                                         |                                                         |                                                         |                                                         |  |  |                     |                     |                     |                     |                     |                     |  |  |                     |                     |                     |                     |                                 |                                 |                                 |                                 |                                              |                                              |                                              |                                              |                                              |                                              |  |  |  |  |  |  |  |  |  |  |
| Amrothos 2994 T.E. | Amrothos 2994 T.E. | Amrothos 2994 T.E. | Amrothos 2994 T.E. | Amrothos 2994 T.E. | Amrothos 2994 T.E. |  |  | Elphir XXIII príncipe de Dol Amroth 2987 T.E. - 65 C.E. | Elphir XXIII príncipe de Dol Amroth 2987 T.E. - 65 C.E. | Elphir XXIII príncipe de Dol Amroth 2987 T.E. - 65 C.E. | Elphir XXIII príncipe de Dol Amroth 2987 T.E. - 65 C.E. | Elphir XXIII príncipe de Dol Amroth 2987 T.E. - 65 C.E. | Elphir XXIII príncipe de Dol Amroth 2987 T.E. - 65 C.E. |  |  | Erchirion 2990 T.E. | Erchirion 2990 T.E. | Erchirion 2990 T.E. | Erchirion 2990 T.E. | Erchirion 2990 T.E. | Erchirion 2990 T.E. |  |  | Lothíriel 2999 T.E. | Lothíriel 2999 T.E. | Lothíriel 2999 T.E. | Lothíriel 2999 T.E. | Lothíriel 2999 T.E.             | Lothíriel 2999 T.E.             |                                 |                                 | Éomer XVIII Rey de Rohan 2991 T.E. - 63 C.E. | Éomer XVIII Rey de Rohan 2991 T.E. - 63 C.E. | Éomer XVIII Rey de Rohan 2991 T.E. - 63 C.E. | Éomer XVIII Rey de Rohan 2991 T.E. - 63 C.E. | Éomer XVIII Rey de Rohan 2991 T.E. - 63 C.E. | Éomer XVIII Rey de Rohan 2991 T.E. - 63 C.E. |  |  |  |  |  |  |  |  |  |  |
| Amrothos 2994 T.E. | Amrothos 2994 T.E. | Amrothos 2994 T.E. | Amrothos 2994 T.E. | Amrothos 2994 T.E. | Amrothos 2994 T.E. |  |  | Elphir XXIII príncipe de Dol Amroth 2987 T.E. - 65 C.E. | Elphir XXIII príncipe de Dol Amroth 2987 T.E. - 65 C.E. | Elphir XXIII príncipe de Dol Amroth 2987 T.E. - 65 C.E. | Elphir XXIII príncipe de Dol Amroth 2987 T.E. - 65 C.E. | Elphir XXIII príncipe de Dol Amroth 2987 T.E. - 65 C.E. | Elphir XXIII príncipe de Dol Amroth 2987 T.E. - 65 C.E. |  |  | Erchirion 2990 T.E. | Erchirion 2990 T.E. | Erchirion 2990 T.E. | Erchirion 2990 T.E. | Erchirion 2990 T.E. | Erchirion 2990 T.E. |  |  | Lothíriel 2999 T.E. | Lothíriel 2999 T.E. | Lothíriel 2999 T.E. | Lothíriel 2999 T.E. | Lothíriel 2999 T.E.             | Lothíriel 2999 T.E.             |                                 |                                 | Éomer XVIII Rey de Rohan 2991 T.E. - 63 C.E. | Éomer XVIII Rey de Rohan 2991 T.E. - 63 C.E. | Éomer XVIII Rey de Rohan 2991 T.E. - 63 C.E. | Éomer XVIII Rey de Rohan 2991 T.E. - 63 C.E. | Éomer XVIII Rey de Rohan 2991 T.E. - 63 C.E. | Éomer XVIII Rey de Rohan 2991 T.E. - 63 C.E. |  |  |  |  |  |  |  |  |  |  |
|                    |                    |                    |                    |                    |                    |  |  |                                                         |                                                         |                                                         |                                                         |                                                         |                                                         |  |  |                     |                     |                     |                     |                     |                     |  |  |                     |                     |                     |                     |                                 |                                 |                                 |                                 |                                              |                                              |                                              |                                              |                                              |                                              |  |  |  |  |  |  |  |  |  |  |
|                    |                    |                    |                    |                    |                    |  |  | Alphros XXIV príncipe de Dol Amroth 3017 T.E. - 93 C.E. | Alphros XXIV príncipe de Dol Amroth 3017 T.E. - 93 C.E. | Alphros XXIV príncipe de Dol Amroth 3017 T.E. - 93 C.E. | Alphros XXIV príncipe de Dol Amroth 3017 T.E. - 93 C.E. | Alphros XXIV príncipe de Dol Amroth 3017 T.E. - 93 C.E. | Alphros XXIV príncipe de Dol Amroth 3017 T.E. - 93 C.E. |  |  |                     |                     |                     |                     |                     |                     |  |  |                     |                     |                     |                     | Elfwine XIX Rey de Rohan 8 C.E. | Elfwine XIX Rey de Rohan 8 C.E. | Elfwine XIX Rey de Rohan 8 C.E. | Elfwine XIX Rey de Rohan 8 C.E. | Elfwine XIX Rey de Rohan 8 C.E.              | Elfwine XIX Rey de Rohan 8 C.E.              |                                              |                                              |                                              |                                              |  |  |  |  |  |  |  |  |  |  |

| Predecesor: Adrahil II | Príncipe de Dol Amroth 2977 T. E. – 34 C. E. | Sucesor: Elphir |